# Credenze e riti tradizionali del Madagascar

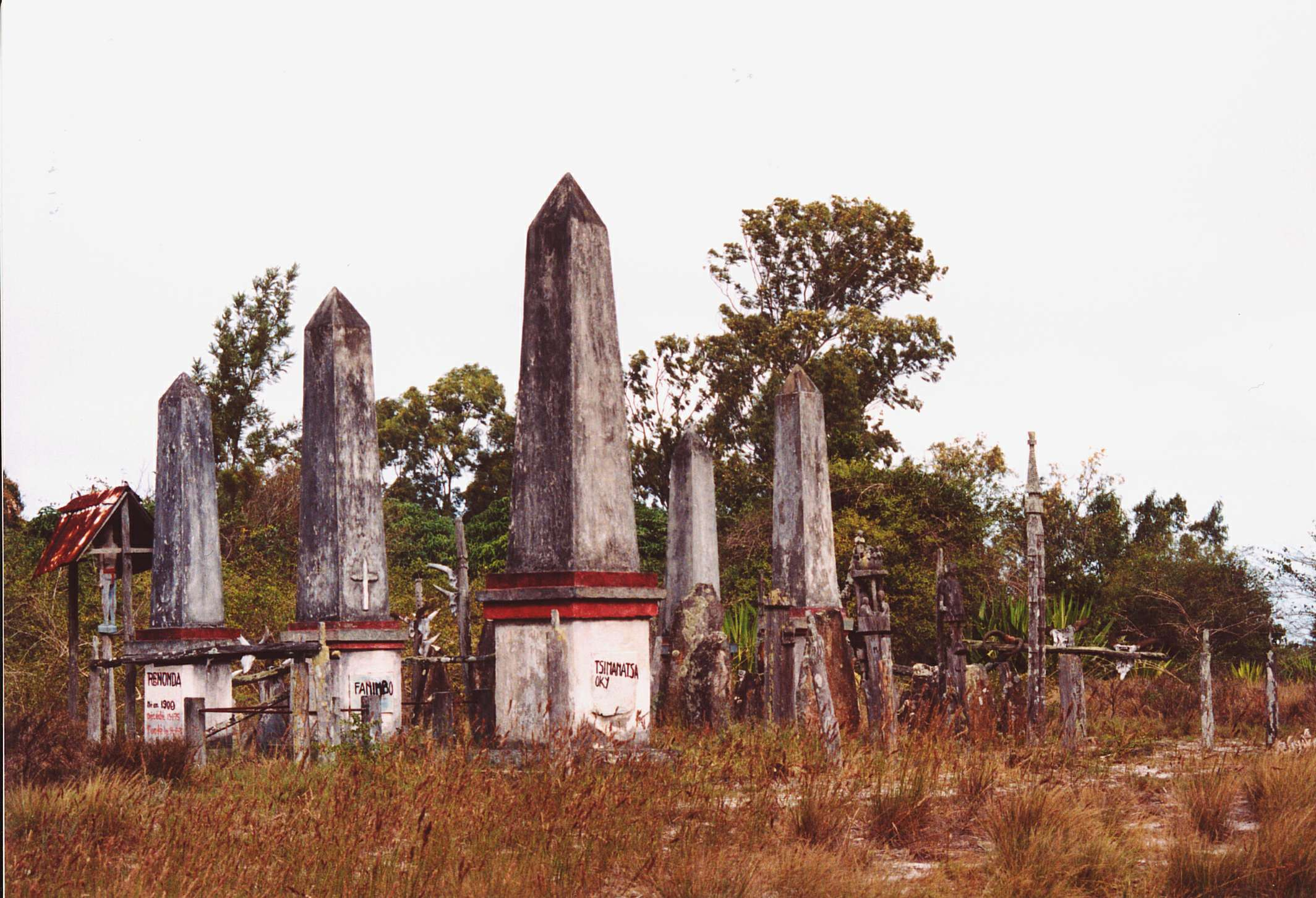
Tomba tradizionale malgascia, con simboli cristiani

Nonostante la varietà etnica e la storica suddivisione in clan dei popoli malgasci, le credenze e i riti tradizionali del Madagascar comprendono un nucleo comune che si ritrova in tutte le culture delle diverse regioni. Questa sostanziale unità (che si manifesta in modo simile anche sul piano linguistico) è il prodotto di numerosi processi di unificazione totale o quasi totale succedutisi nei secoli (soprattutto a opera dei Sakalava e dei Merina).
La religione tradizionale malgascia è ancora piuttosto diffusa, e predomina sulle religioni "importate" (Cristianesimo, Islam e religioni asiatiche).

## Culto degli antenati
Sebbene le religioni malgasce identifichino un dio-creatore in Andriamanitra o Andriananahary, il culto più diffuso è quello rivolto agli antenati, o Razana. Gli antenati sono potenti e la loro protezione è necessaria ai vivi sia sul piano spirituale che materiale. Le disgrazie, le sfortune e le malattie sono in genere concepite come il risultato di inadempimenti nei confronti degli antenati, o come punizioni inflitte dagli antenati a chi si comporta in modo disonorovole (per esempio infrangendo un tabù). Gli antenati vengono invocati anche per avere protezione quando si dà inizio a un'impresa importante, come un matrimonio o la costruzione di una casa. Persino il volo inaugurale del primo Boeing 747 della Air Madagascar fu accompagnato da un sacrificio di zebù volto a proteggere l'aereo e i passeggeri.

## Funerali

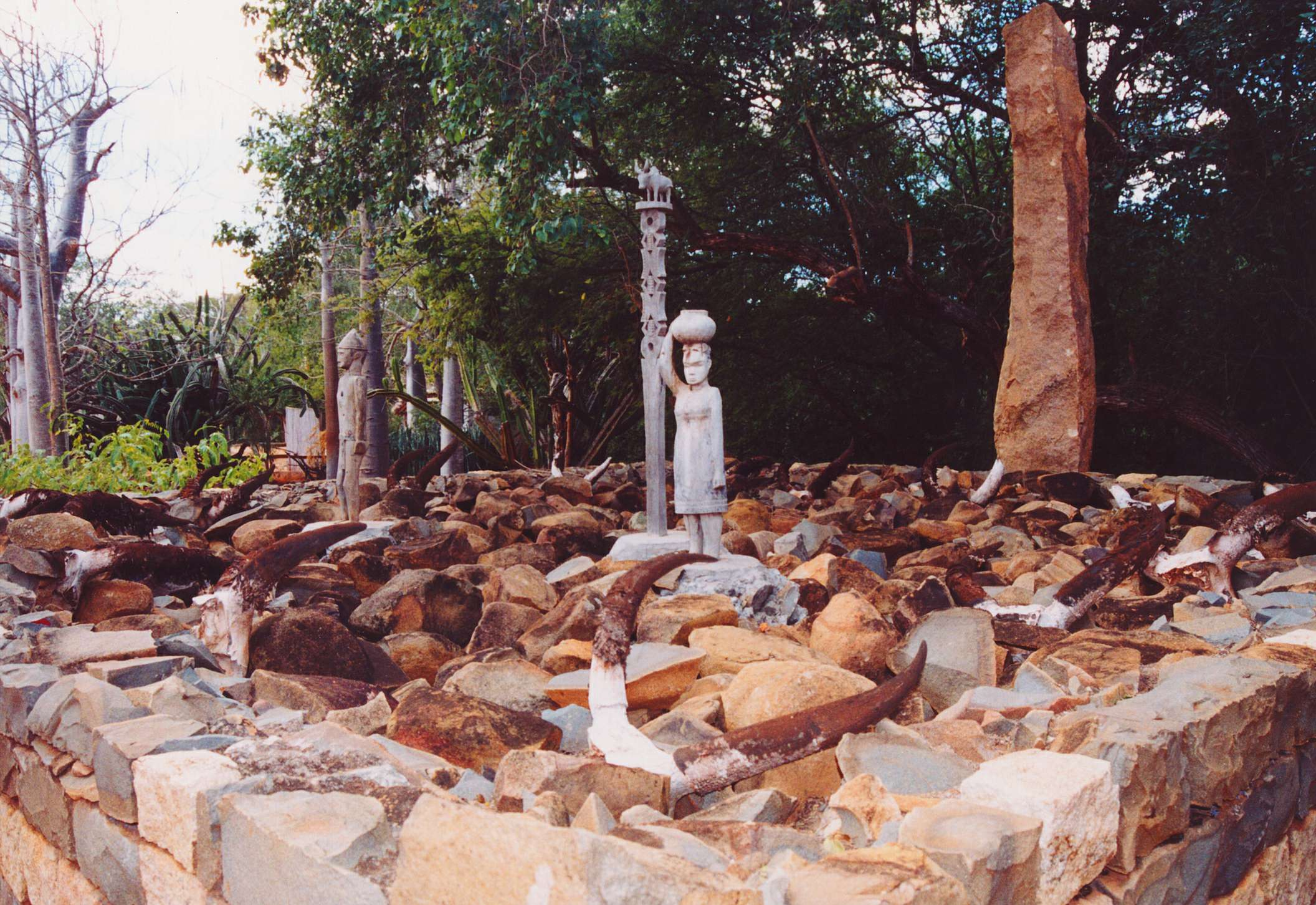
Corna di zebù in una tomba tradizionale Antandroy, riserva naturale di Berenty

La morte rappresenta il passaggio dalla vita alla condizione semi-divina dei Razana, ed è accompagnata ovunque da una complessa ritualità, variabile di regione in regione. I Merina degli altopiani centrali avvolgono il defunto in un sudario di seta, e per qualche tempo riceve le visite dei parenti; in seguito, viene trasportato alla tomba. In genere, il tragitto verso la tomba include un'ultima visita ai luoghi cari al defunto. I Mahafaly e gli Antandroy danzano mentre trasportano il defunto, scuotendo la bara, e il funerale è accompagnato dal sacrificio di un certo numero di zebù (in funzione dell'importanza del morto). La cerimonia si protrae per diversi giorni e diverse notti, con danze e canti, e si conclude con un pasto in cui si mangia la carne dei bovini sacrificati; le corna invece sono in genere deposte su un monumento in onore del defunto.

## Famadihana, la cerimonia del disseppellimento
Al momento del decesso e del seppellimento, un Mpanandro (una sorta di astrologo) determina la data e l'ora in cui dovrà svolgersi la famadihana, ovvero il disseppellimento rituale. In genere, questo rito ha luogo molti anni dopo il decesso. Il corpo viene riesumato e portato in processione, accompagnato da canti, musica e scherzi. Si fanno regali al morto, lo si avvolge in un sudario nuovo, e gli si fa fare sette volte il giro della tomba. Nuovamente, come al funerale, si sacrificano zebù e i partecipanti alla cerimonia ne mangiano insieme la carne.

## Ombiasy e Mpamosavy, gli stregoni
Gli Ombiasy sono una sorta di sciamani con un duplice ruolo. Da una parte, sono guaritori e conoscitori delle proprietà medicamentose delle erbe. Dall'altra, sono capaci di entrare in contatto con gli antenati e di comunicare ai vivi la loro parola. In virtù di questa capacità, gli Ombiasy svolgono un ruolo importantissimo anche nella vita politica e sociale dei malgasci.
Gli Ombiasy sono anche capaci di creare talismani, detti ody, che possono procurare ricchezza, potere, o successo in amore.
Una categoria affine è quella degli Mpamosavy, stregoni che utilizzano la magia con fini malvagi.

## Fady e fomba, le leggi degli antenati
La parola fady si riferisce a divieti che gli antenati impongono ai vivi. Alcuni di questi "tabù" si applicano a tutti, altri solo a certe categorie di persone (per esempio le donne o i membri di un certo clan), altri ancora riguardano una persona in particolare.
La parola fomba si riferisce invece a determinati obblighi, come quello di versare qualche goccia per terra prima di bere alcolici. I fomba sono in genere usanze tradizionali, anche in questo caso attribuite agli antenati, che devono essere osservate per non incorrere nella loro punizione.

## Vintana, l'astrologia
Il vintana è un insieme di credenze di origine araba e diffuso soprattutto presso gli Antemoro. Si tratta di una forma di astrologia che consente di stabilire le prospettive di successo di un'impresa iniziata in una determinata data in funzione delle posizioni delle stelle e soprattutto delle fasi lunari. La pratica della vintana è esercitata da una figura di stregone-divinatore (distinta da quella dell'Ombiasy) detta Mpanandro.

## Famorana, il rito della circoncisione
I bambini malgasci vengono circoncisi quando si affacciano alla maggiore età. La cerimonia è complessa e collettiva (si circoncidono in un unico rito tutti i giovani della stessa fascia d'età). La cerimonia ha dimensioni particolarmente notevoli presso gli Antambahoaka, che le dedicano la festa di Sambatra, ogni sette anni, con migliaia di invitati e grandi festeggiamenti.